# Senna aversiflora
Senna aversiflora är en ärtväxtart som först beskrevs av Herbert, och fick sitt nu gällande namn av Howard Samuel Irwin och Rupert Charles Barneby. Senna aversiflora ingår i släktet sennor, och familjen ärtväxter. Inga underarter finns listade i Catalogue of Life.

## Bildgalleri

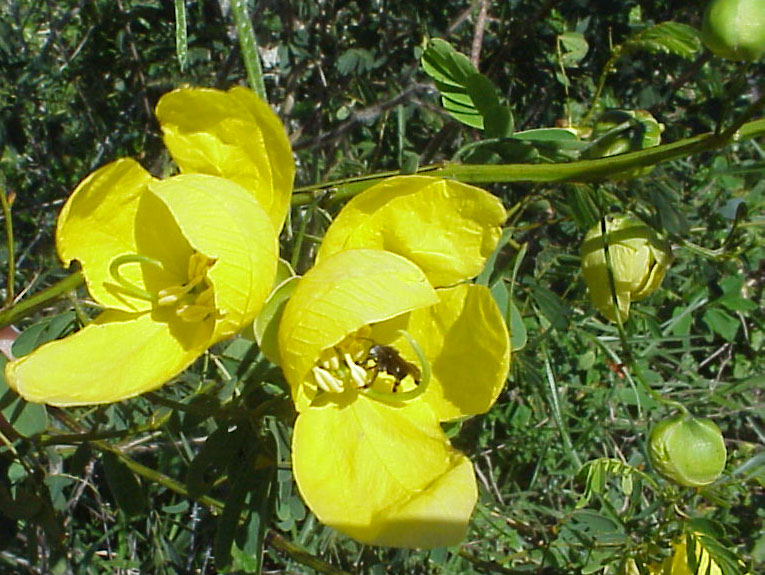
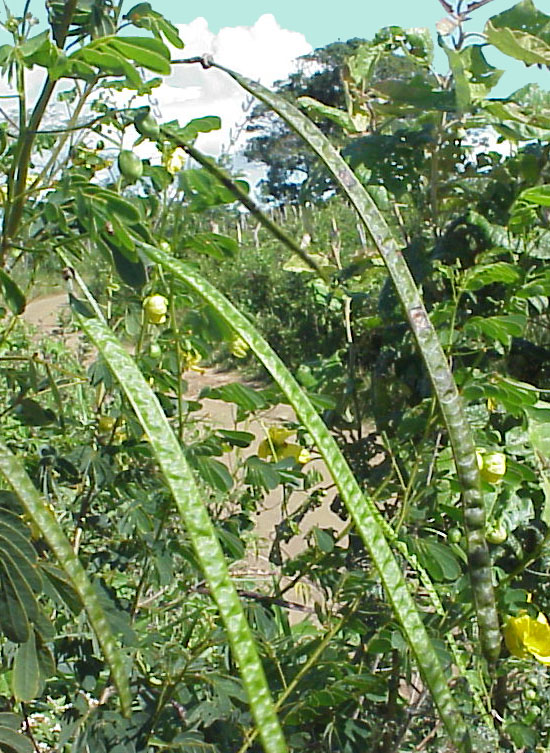
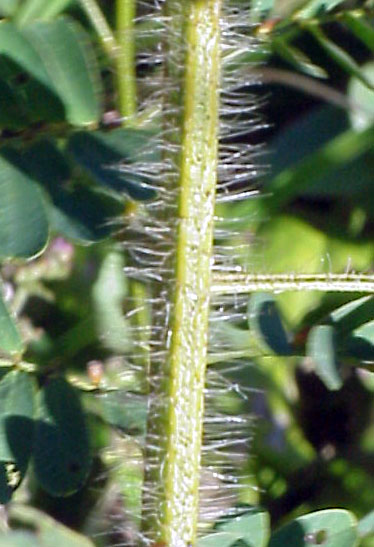
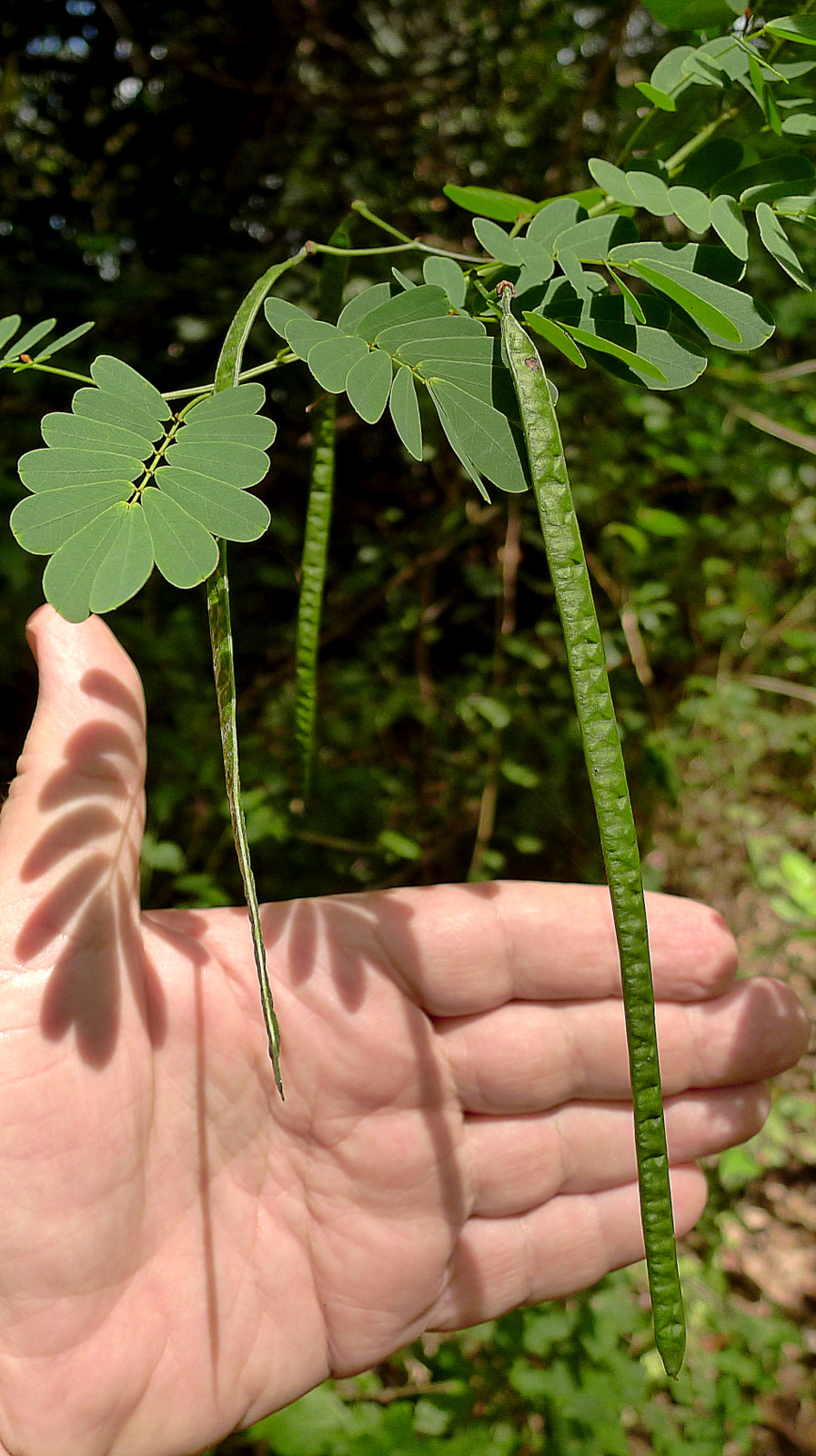
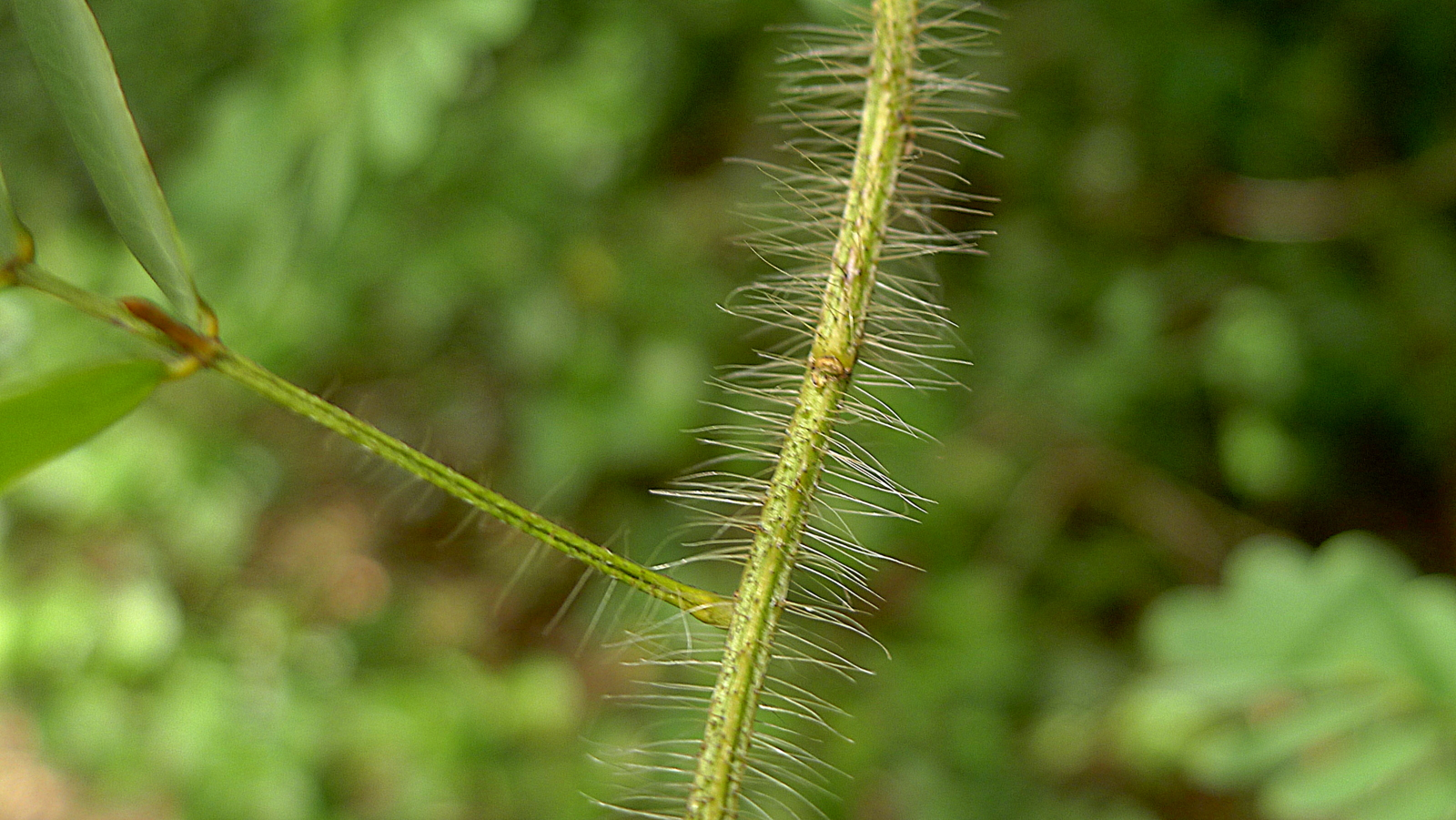
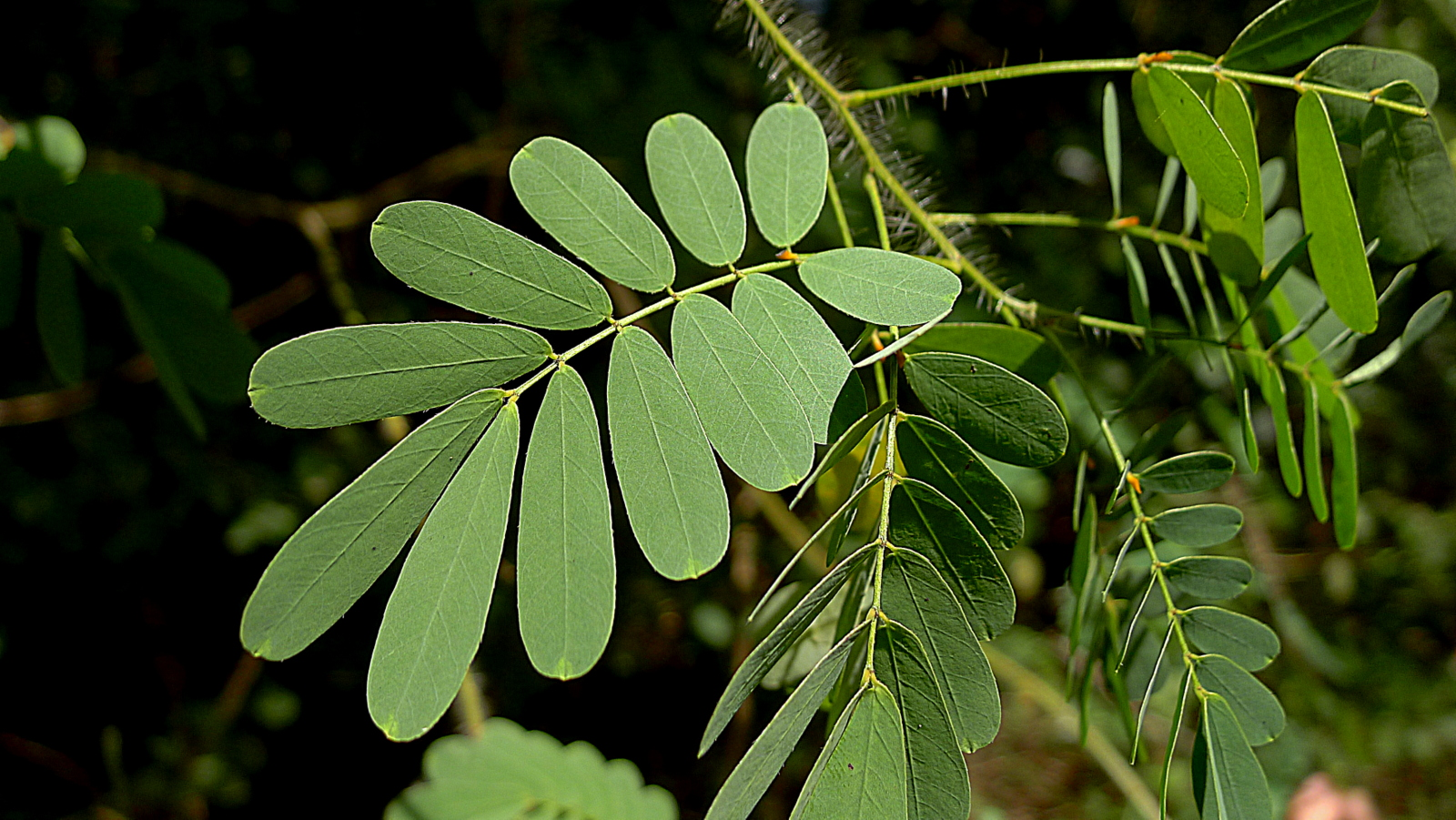